# Ласло Гал
Ласло Гал (мађарски Gál László) (Ковиљ, Бачка, 29. децембар 1902 – Нови Сад, 13. јул 1975) југословенски и мађарски песник, хумориста и новинар, један од оснивача јединог дневног листа на мађарском језику у Србији Magyar Szó.

## Биографија
Рођен је 1902. године у Ковиљу у близини Новог Сада. Мати Серена била је кћи чиновника и унука учитеља из меса Шарбогард. Његов отац, Лајош Гал, рођен је у Бачком Моноштру код Сомбора.
Младалачке дане провео је у Будимпешти где је био сведок и судионик Мађарске совјетске републике. Средњу школу је похађао у Будимпешти. Након пада мађарске комуне одлази у Рим, а затим долази у Суботицу и постаје новинар. Ту 1935. године покреће свој сатирични лист „Grimasz“ и издаје га до 1941. године. За време рата боравио је у концентрационом логору. Након повратка на позив ПК КПЈ за Војводину, долази у Нови Сад 1944. године и ради на покретању дневника на мађарском језику „Szabad Vajdaság“, касније „Magyar Szó“.
Од 1945. године је био члан Савеза књижевника Југославије.

## Мађар со - Magyar Szó
Први број овог дневног листа појавио се још 24. децембра 1944. године, током трајања Другог светског рата под именом “Слободна Војводина”, а 27. септембра 1945. је назив промењен на садашњи. Оснивачи су били Ласло Гал, Жигмонд Кек, Ендре Леваи и Михаљ Мајтењи.

## Награде
Добитник је следећих награда:
- Републичке награде за књижевност
- Ордена братства и јединства са златним венцем
- Ордена заслуга за народ са сребрним зрацима
- Две Октобарске награде града Новог Сада (за дугогодишњи новинарски рад, 1969. и за књигу Tenyerünkön a hold, 1971)
- „Híd“-ове награде, 1971.
- Награде Савеза новинара Југославије „Моша Пијаде“, 1972.
- Седмојулске награде, 1975.

## Рефереце
1. ↑  Милисавац, Живан, ур. (1984). Југословенски књижевни лексикон (2. изд.). Нови Сад: Матица српска. стр. 206.
2. 1 2 3 4  „ГАЛ Ласло (László Gál)”. snp.org.rs. Приступљено 26. 1. 2022.
3. ↑  „„Мађар Со” слави 75 година”. mnt.org.rs. Приступљено 26. 1. 2022.
4. ↑  „Седам деценија „Мађар соа”: Сајт неће угасити реч на папиру”. dnevnik.rs. Приступљено 26. 1. 2022.